# Мелоди в любви
«Мелоди в любви» (англ. Melody in Love) или «Грязная любовь Мелоди» (итал. Gli Amori Impuri Di Melody) — художественный фильм 1978 года совместного производства Италии и ФРГ, эротическая драма, снятая режиссёром Хубертом Франком.
В центре фильма находятся любовные переживания молодой девушки. Сам фильм снят в стиле классических эротических фильмов 70-х годов XX века: в нём множество эротических сцен — их можно отнести к лёгкой эротике, но никак не к порнографии. Съёмки фильма проходили на островах с тропическим климатом, это позволило включить в картину различные виды красивой природы, а также кадры подводных съёмок — всё это увеличивает эстетические впечатления от просмотра фильма, но несколько снижает остроту и кульминационность сюжета.
Главные роли в этом фильме исполнили Бритта Глатцедер, Саша Хен, Клодин Бирд, Вольф Голдан и Скарлетт Гунден. Премьера фильма состоялась 27 октября 1978 года в ФРГ. Фильм находится в коллекции кабельного телевидения Cinemax.

## Сюжет
В фильме рассказана история сексуального пробуждения молодой красивой девушки Мелоди — главной героини фильма. Мелоди отправляется на тропический остров Маврикий к своей двоюродной сестре Рэйчел и её и друзьям. Мелоди и Рэйчел — бисексуалки, и у них был опыт сексуальных отношений. У Рэйчел сейчас есть парень Алэн, а Мелоди всё ещё несколько невинна — она ещё не познала настоящей любви между мужчиной и женщиной.
Свою настоящую любовь девушка всё-таки находит во время отдыха у моря — ею оказывается приятель Рэйчел Алэн. Но не всё обстоит благополучно — на остров обрушивается стихия в виде проснувшегося вулкана: герои находятся на краю гибели, но это лишь подчёркивает силу их любви.

## Съёмочная группа
- Режиссёр — Хуберт Франк[нем.]
- Сценарист — Хуберт Франк[нем.]
- Оператор — Франц Ксавер Ледерле[нем.]
- Композитор — Герхард Хайнц[нем.]

## В ролях
- Бритта Глатцедер — Мелоди О’Брайан
- Саша Хен[нем.] — Алэн
- Вольф Голдан[нем.] — Октавио
- Клодин Бирд — Рэйчел, кузина Мелоди
- Скарлетт Гунден — Анжела
- Ренат Лангер[нем.] — друг Анжелы (нет в титрах)
- Мари Луиза Лузевитц — девушка на мотоцикле (нет в титрах)

## Интересные факты
- Первоначальное оригинальное название фильма «Gli Amori Impuri Di Melody», что в переводе на русский язык с итальянского означает «Грязная любовь Мелоди». В немецком, английском и американском прокатах же закрепилось название «Melody in Love», которое в переводе с английского и означает «Мелоди в любви» — это название утвердилось и в России.

## Другие названия
- Италия — Gli Amori Impuri Di Melody
- ФРГ,  США — Melody in Love
- Россия — Мелоди в любви, Грязная любовь Мелоди
- Испания — Criaturas en celo
- Финляндия — Rakkauden tulivuori